# لکندشت
لکندشت (لگندشت)، روستایی است از توابع بخش مرکزی شهرستان کوثر در استان اردبیل ایران.

## جمعیت
این روستا در دهستان سنجبد غربی قرار داشته و براساس سرشماری سال ۱۳۸۵جمعیت آن ۲۱۶نفر (۴۸خانوار) بوده‌است.

## موقعیت
لکندشت در۸۰ کیلومتری جنوب اردبیل در ارتفاع۲۰۰۰ متری از سطح دریا واقع می‌باشد. آب و چشمه‌های طبیعی بسیار دارد هوا در تابستان خنک و دشت و کوه‌هایش در تابستان و بهار سرسبز و زیبا می‌باشد. مردم روستا از راه کشاورزی و دامپروری روزگار می‌گذرانند.
دهکده دارای قله‌های باستانی و مناظر طبیعی و مراتع فراوانی می‌باشد.